# Idaea suffusaria
Idaea suffusaria är en fjärilsart som beskrevs av Jean Baptiste Boisduval 1840. Idaea suffusaria ingår i släktet Idaea och familjen mätare. Inga underarter finns listade i Catalogue of Life.